# Meritar

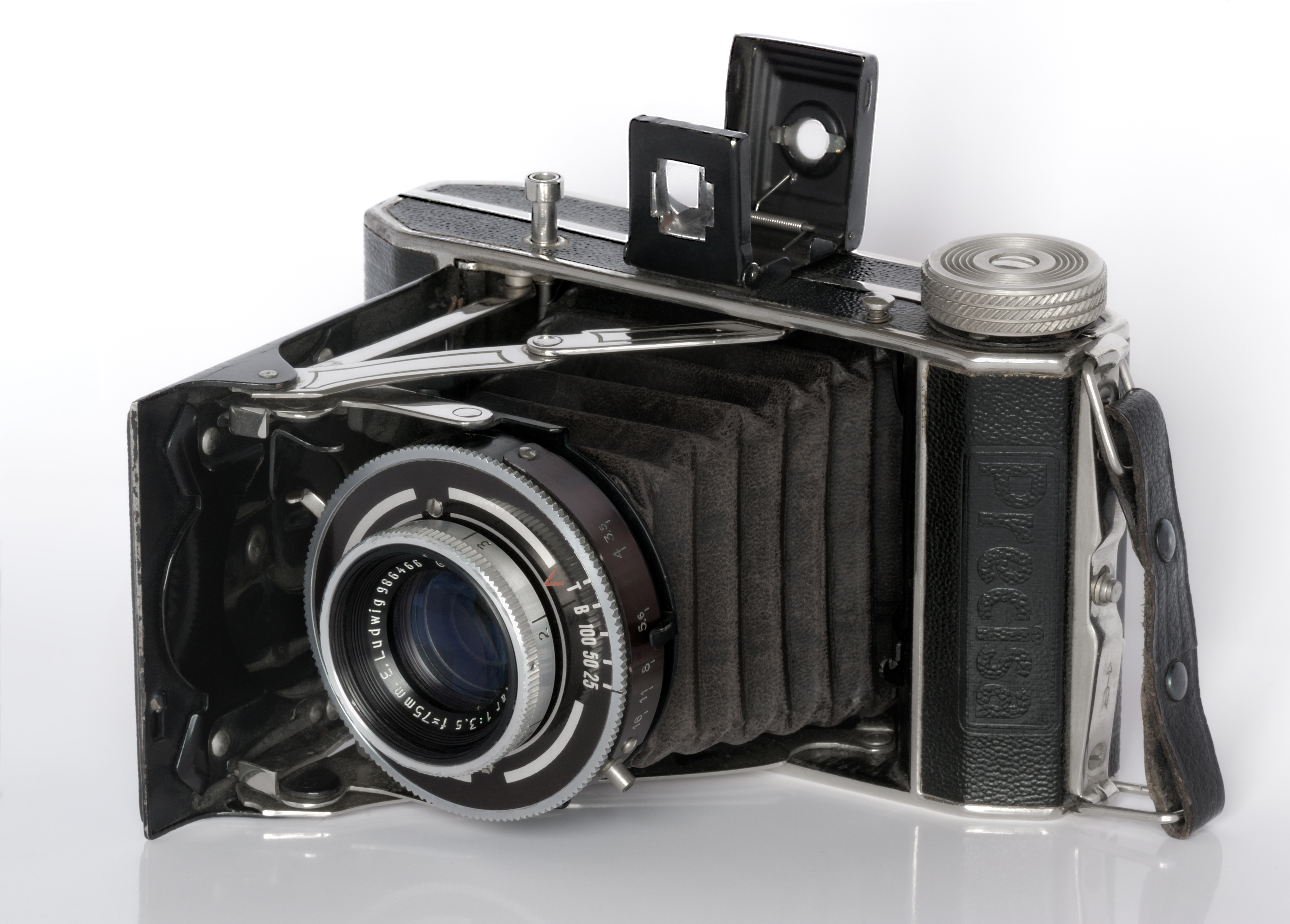
Meritar an einer Beier Precisa

Meritar ist ein Markenname des sächsischen Objektivherstellers Ernst Ludwig aus Lausa. Als Meritare wurden entweder drei-linsige Cooke-Triplets oder vierlinsige Objektive des Tessar-Typs verkauft.
Typische Meritare 1:3,5/75 finden sich an der Klappkamera Precisa des Herstellers Freitaler Kameraindustrie Beier & Co. oder an der zweiäugigen Spiegelreflexkamera Weltaflex von Welta. Als Einsteigerobjektive wurden Meritare in der zweiten Hälfte des 20. Jahrhunderts beispielsweise in den von Beroflex erfolgreich nach Westdeutschland exportierten Kleinbild-Sucherkameras der Marke Beroquick verbaut.
Die Meritare haben die für Cooke-Triplets und Tessare typischen Maximalblenden von entweder 1:3,5 oder 1:2,9/1:2,8. Ältere Objektive können auch eine Maximalblende von 1:4,5 aufweisen. Die Brennweite reicht von 39–105 mm.